# Escuts i banderes de la Segarra
Els escuts i banderes de la Segarra són el conjunt d'escuts i banderes oficials dels municipis de la dita comarca catalana.
En aquest article s'hi inclouen els escuts i les banderes oficialitzats per la Generalitat des del 1981 per la conselleria de Governació què en té la competència.
Pel que fa a l'escut comarcal cal dir que els escuts comarcals s'han creat expressament per representar els Consells i, per extensió, són el símbol de tota la comarca.
En el cas de l'ens supramunicipal del Maresme s'ha oficialitzat l'escut que conté les mateixes armes dels comtes d'Urgell, com la Noguera, el Pla d'Urgell o l'Alt Urgell, entre d'altres.
No tenen escut ni bandera: Montornès de Segarra, Ribera d'Ondara, Sant Ramon i Talavera.

## Escuts oficials
L'escut oficial de la Segarra té el següent blasonament: El seu blasonament és: Escut caironat: de sinople, una espiga d'ordi d'or esfullada en pal amb tants grans com municipis tingui la comarca; la bordura componada d'or i de gules. Per timbre una corona mural de comarca.. Va ser aprovat el 19 de novembre de 1990. L'espiga al·ludeix als cereals com a conreu omnipresent a la comarca, amb un gra per cadascun dels seus municipis. La bordura representa els quatre pals de l'escut

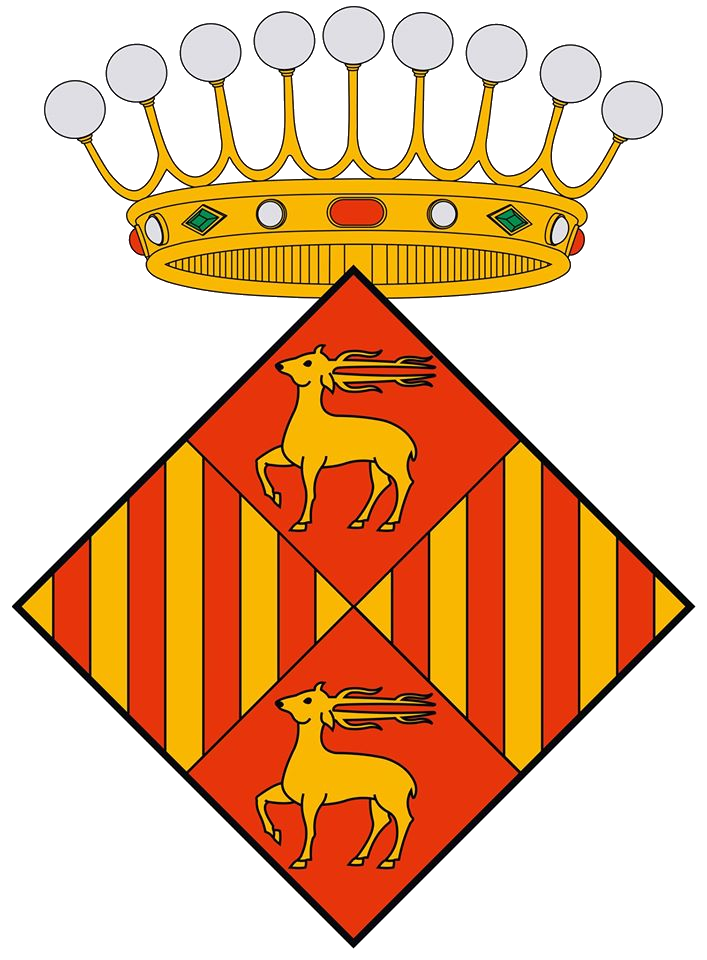
Cervera Modificat el 12 de gener de 2018.
Estaràs Aprovat el 14 de desembre de 1989.[2]
Granyanella Aprovat el 18 de febrer de 1992.[3]
Granyena de Segarra Aprovat el 23 de novembre de 1987.[4]
Guissona Publicat al DOGC el 7 de juliol de 1983.[5]
Ivorra Publicat al DOGC el 10 d'agost de 2006.[6]
Massoteres Aprovat el 28 de setembre del 1984.[7]
Montoliu de Segarra Aprovat el 8 d'octubre de 1998.[8]
les Oluges Aprovat el 13 d'octubre de 1988.[9]
els Plans de Sió Aprovat el 6 de setembre de 1994.[10]
Sanaüja Aprovat el 23 d'octubre de 1997.[11]
Sant Guim de Freixenet Publicat al DOGC l'11 d'octubre de 1989.[12]
Sant Guim de la Plana Aprovat el 16 de juny de 1983.[13]
Tarroja de Segarra Aprovat l'1 de juny de 1983.[14]
Torrefeta i Florejacs Aprovat el 5 d'abril de 1995.[15]

## Banderes oficials

Cervera Publicada al DOGC el 18 de maig de 2018.[16]
Guissona Publicada al DOGC el 7 de juliol de 2010.[17]
Sanaüja Aprovada el 25 de juny de 1999.[18]
Sant Guim de Freixenet Publicada al DOGC el 25 de setembre de 1992.[19]
Sant Guim de la Plana Publicada al DOGC el 9 de novembre de 2006.[20]
Tarroja de Segarra Publicada al DOGC el 17 de gener de 2011.[21]